# Samuel Russell Warren
Pour les articles homonymes, voir Samuel Warren (homonymie).
Samuel Russell Warren (né à Tiverton le 29 mars 1809 et mort à Montréal le 30 juillet 1882) est un facteur d'orgues canadien d'origine américaine. Il est le plus important facteur d'orgues au Canada du XIXe siècle.

## Histoire

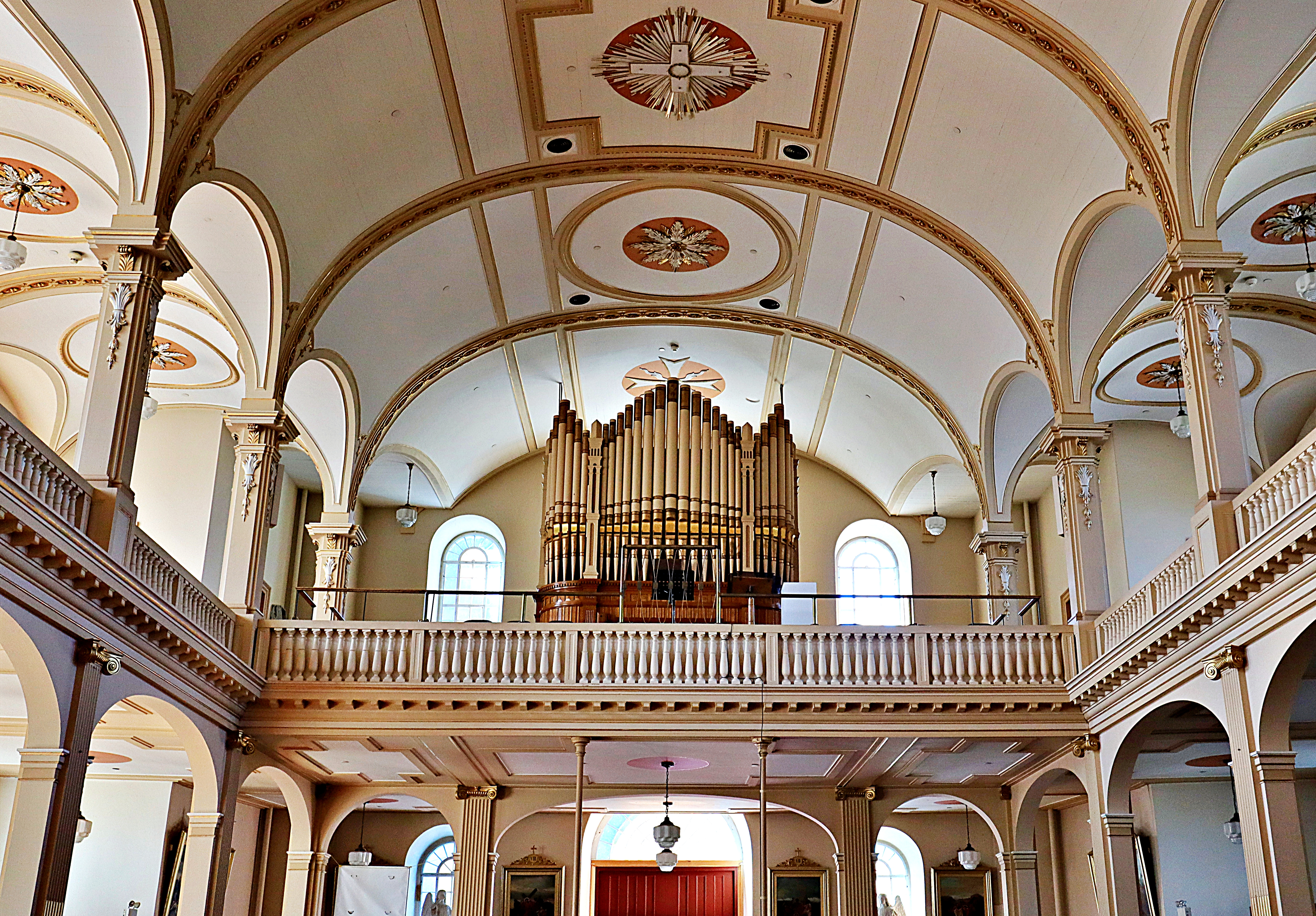
Orgue de Warren à l'église Saint-Joseph de Deschambault

Samuel Warren travaille pour Thomas Appleton de Boston avec qui il fait son apprentissage comme facteur d'orgues au début des années 1830. Il émigre ensuite à Montréal en 1836. Il fonde sa propre compagnie qui fournira des orgues à plusieurs églises. En 1849, il est établi comme manufacturier d'orgues d'église et de salon, de pianofortes et d'harmoniums. L'entreprise fabrique beaucoup d'orgues et en exporte même aux États-Unis. En 1857, elle rapportait avoir installé son 350e instrument.
La même année, Warren est choisi pour fabriquer un orgue pour la nouvelle église Notre-Dame de Montréal. Il devait s'agir du plus important à ce jour. Il consistait en 4 claviers manuels avec un registre de 56 notes à chaque clavier et un pédalier de 2,5 octaves. Il devait avoir 89 jeux et 4694 tuyaux, dont le plus considérable mesurait 32 pieds (9,75 m). Pour des raisons financières, cependant, l'orgue ne fut jamais achevé. Au moment de l'inauguration, le 24 juin 1858, seulement deux claviers manuels et une partie du pédalier sont complétés avec 18 jeux d'installés et 1018 tuyaux. Il ne fut terminé qu'après 1865 par Louis Mitchell et Charles Forté, concurrents de Warren.
Un seul des enfants de Samuel, Charles Sumner, se joint à la firme. L'entreprise change de nom en 1866 pour la S.R. Warren & Company, puis pour S.R.Warren & Son le 17 novembre 1876. C'est lui qui prend la relève de l'entreprise quand Samuel meurt en 1882. Entre-temps, en 1878, l'entreprise avait déménagé à Toronto. 

## Postérité
Outre la fabrication de 350 orgues au Canada, on doit à Samuel Warren diverses innovations dont des flûtes harmoniques, des anches libres et des jeux d'orchestre. Il est le premier au Canada à adopter vers 1851 le levier pneumatique Barker et le premier à utiliser les soufflets hydrauliques. Il brevète plusieurs de ses inventions, dont une pour le piano et d'autres pour « un orgue miniature amélioré ».
Aujourd'hui, par contre, il ne reste que très peu d'instruments attribués à Warren. Ils ont pour la plupart été détruits, remplacés ou altérés.